# Achim Heinrichs
Achim Dieter Heinrichs (* 28. Juni 1945; † 13. Juni 2024) war ein deutscher Klassischer Philologe.

## Leben
Heinrichs wurde an der Philipps-Universität Marburg mit der Arbeit „Sejan und das Schicksal Roms in den Annalen des Tacitus“ promoviert, die 1976 erschien. Dort war er als Dozent für Fachdidaktik des Lateinischen und Griechischen tätig, wo im Oktober 2004 seine Ernennung zum Honorarprofessor erfolgte.
2008 feierte er sein 40-jähriges Dienstjubiläum. Am 4. Juli 2011 hielt Heinrichs in Marburg seine Abschiedsvorlesung.

## Schriften
- Sejan und das Schicksal Roms in den Annalen des Tacitus. Marburg 1976 (Dissertation).